# Staffelde
Staffelde è una frazione della città tedesca di Kremmen, nel Land del Brandeburgo.

## Storia
Il 31 dicembre 2001 il comune di Staffelde venne aggregato alla città di Kremmen.